# Sound system (Jamaica)
En Jamaica, un sound system es un grupo de selectores y djs y técnicos de sonido que trabajan juntos como uno solo tocando y produciendo música. En general, el concepto sound system se suele utilizar para referirse a una furgoneta itinerante que posee un potente equipo de sonido, a través del cual un selector o pinchadiscos ambienta fiestas con música.

## Origen

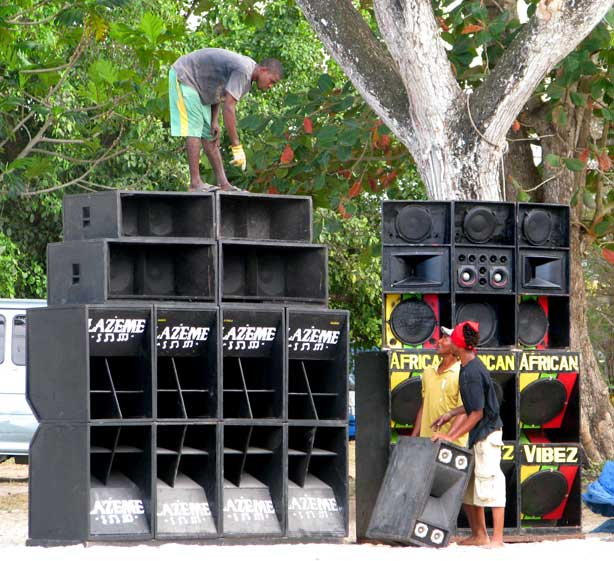
Sound system en Jamaica.

El concepto de sound system surgió en los años cincuenta en Kingston, Jamaica. Los DJs solían cargar un camión con un generador, tocadiscos y altavoces gigantes para montar fiestas en la calle. La escena de sound systems está considerada como uno de los elementos cruciales en el desarrollo de la música jamaicana moderna, y fue de vital importancia para el surgimiento de estilos como rocksteady, reggae y dub. En la época en que muchos jamaiquinos emigraron al Reino Unido, llevaron consigo esta cultura del sound system, que quedó instalada en las islas británicas desde los años setenta.
Los sound system sirvieron para despertar la industria discográfica jamaiquina en la década de los 1970, como por ejemplo en la tienda de discos del pionero del dub Lee Perry, donde ponía discos durante todo el día. Hoy en día en Jamaica el sound system se ha convertido en una tradición popular. Puede oírse el sonido grave del bajo de reggae a través de potentes altavoces, a veces en cualquier lugar, a casi cualquier hora del día.

## Sound systemsyraves
El concepto de sound system también se utiliza para referirse al equipo que se utiliza en una free party o rave. El equipo suele consistir normalmente en una caravana o camioneta, altavoces, amplificadores, EQ, platos tocadiscos, mesa de mezclas y cables, aunque también puede incluir todo el juego de luces, proyectores de vídeo, máquina de niebla y generador eléctrico.

## Sound systemcomo banco de pruebas
Un sound system también es el lugar donde se estudia la reacción del público hacia las nuevas ediciones y singles. Ha servido además de plataforma para artistas, haciendo de banco de pruebas de cara al público donde se podían encontrar nuevos talentos, entre voces que cantan y a menudo improvisan (deejays) sobre una cara instrumental de un disco (edición muy común y popular en la industria jamaicana, conocidas como "versión", "versión instrumental" o "versión dub", que consisten en ediciones de canciones eliminando las pistas de voz). Tuvieron mucho peso en los clash (en inglés, choque o enfrentamiento) o competiciones de estilo, donde cada sound traía sus propios artistas, a veces en directo y otras con los temas ya prensados en vinilo y con dedicatorias específicas para cada sound (dubplate).